# Marwin Hitz
Marwin Hitz (San Gallo, 18 settembre 1987) è un calciatore svizzero, portiere del Basilea.

## Carriera

### Club
Cresciuto nelle giovanili della squadra della sua città (il San Gallo), ha debuttato tra i professionisti nel 2008 con il Winterthur.
Nel 2008 si trasferisce al Wolfsburg in Bundesliga, dove da terzo portiere vince il campionato nel 2009.
Nel 2013, dopo 5 anni da riserva nel Wolfsburg, si trasferisce all'Augusta. Il 21 febbraio 2015, nella gara contro il Bayer Leverkusen (in cui giocava per la prima volta dopo 3 mesi in cui ha avuto un infortunio al crociato) segna il gol del definitivo 2-2 al 94º. All'Augusta Hitz si consacra: in 5 anni, nonostante qualche infortunio, tranne all'inizio della stagione 2013-2014, è sempre stato titolare, e le sue ottime prestazione gli hanno valso le attenzioni di vari club europei oltre a quella del C.T. della sua Nazionale Vladimir Petković.
Il 1º luglio 2018 passa al Borussia Dortmund, dove raggiunge il connazionale e compagno di reparto Roman Bürki.

### Nazionale
Ha giocato nella nazionale svizzera Under-20.
Debutta con la nazionale maggiore svizzera il 10 giugno 2015 nell'amichevole vinta per 3-0 contro il Liechtenstein. Viene poi convocato per gli Europei 2016 in Francia.

## Controversie
Il 5 dicembre 2015 Hitz ha intenzionalmente sabotato il terreno vicino al dischetto di rigore dopo che un calcio di rigore venne assegnato al Colonia nella partita contro l'Augusta. Anthony Modeste sbagliò il rigore a causa delle pessime condizioni del terreno causate in precedenza da Hitz. L'Augusta, comunque, vinse la partita con il risultato di 1-0. Hitz in seguito si scusò per le sue azioni e gli furono addebitati 122,92 € dal Colonia per i danni causati al loro campo che in seguito Hitz ha accettato di pagare.

## Statistiche

### Presenze e reti nei club
Statistiche aggiornate al 13 aprile 2023.
| Stagione                 | Squadra                  | Campionato               | Campionato | Campionato | Coppe nazionali | Coppe nazionali | Coppe nazionali | Coppe continentali | Coppe continentali | Coppe continentali | Altre coppe | Altre coppe | Altre coppe | Totale | Totale |
| Stagione                 | Squadra                  | Comp                     | Pres       | Reti       | Comp            | Pres            | Reti            | Comp               | Pres               | Reti               | Comp        | Pres        | Reti        | Pres   | Reti   |
| ------------------------ | ------------------------ | ------------------------ | ---------- | ---------- | --------------- | --------------- | --------------- | ------------------ | ------------------ | ------------------ | ----------- | ----------- | ----------- | ------ | ------ |
| 2018-2019                | Borussia Dortmund        | BL                       | 2          | -4         | CG              | 1               | -2              | UCL                | 1                  | 0                  | -           | -           | -           | 7      | -6     |
| 2019-2020                | Borussia Dortmund        | BL                       | 4          | -1         | CG              | 3               | -4              | UCL                | 0                  | 0                  | SG          | 1           | 0           | 8      | -5     |
| 2020-2021                | Borussia Dortmund        | BL                       | 16         | -16        | CG              | 5               | -2              | UCL                | 6                  | -12                | SG          | 1           | -3          | 28     | -33    |
| 2021-2022                | Borussia Dortmund        | BL                       | 5          | -12        | CG              | 1               | 0               | UCL+UEL            | 0                  | 0                  | SG          | 0           | 0           | 6      | -12    |
| Totale Borussia Dortmund | Totale Borussia Dortmund | Totale Borussia Dortmund | 27         | -33        |                 | 10              | -8              |                    | 7                  | -12                |             | 2           | -3          | 46     | -56    |
| 2022-2023                | Basilea                  | SL                       | 32         | -41        | CS              | 2               | -5              | UECL               | 12                 | -17                | -           | -           | -           | 46     | -63    |
| 2023-2024                | Basilea                  | SL                       | 28         | -41        | CS              | 2               | -2              | -                  | -                  | -                  | -           | -           | -           | 30     | -43    |
| Totale Basilea           | Totale Basilea           | Totale Basilea           | 60         | -82        |                 | 4               | -7              |                    | 12                 | -17                |             | -           | -           | 76     | -106   |
| Totale carriera          | Totale carriera          | Totale carriera          | 59         | -74        |                 | 12              | -13             |                    | 19                 | -29                |             | 2           | -3          | 92     | -119   |

### Cronologia presenze e reti in nazionale
| Cronologia completa delle presenze e delle reti in nazionale ― Svizzera | Cronologia completa delle presenze e delle reti in nazionale ― Svizzera | Cronologia completa delle presenze e delle reti in nazionale ― Svizzera | Cronologia completa delle presenze e delle reti in nazionale ― Svizzera | Cronologia completa delle presenze e delle reti in nazionale ― Svizzera | Cronologia completa delle presenze e delle reti in nazionale ― Svizzera | Cronologia completa delle presenze e delle reti in nazionale ― Svizzera | Cronologia completa delle presenze e delle reti in nazionale ― Svizzera |
| Data                                                                    | Città                                                                   | In casa                                                                 | Risultato                                                               | Ospiti                                                                  | Competizione                                                            | Reti                                                                    | Note                                                                    |
| ----------------------------------------------------------------------- | ----------------------------------------------------------------------- | ----------------------------------------------------------------------- | ----------------------------------------------------------------------- | ----------------------------------------------------------------------- | ----------------------------------------------------------------------- | ----------------------------------------------------------------------- | ----------------------------------------------------------------------- |
| 10-6-2015                                                               | Thun                                                                    | Svizzera                                                                | 3 – 0                                                                   | Liechtenstein                                                           | Amichevole                                                              | -                                                                       |                                                                         |
| 12-10-2015                                                              | Tallinn                                                                 | Estonia                                                                 | 0 – 1                                                                   | Svizzera                                                                | Qual. Euro 2016                                                         | -                                                                       |                                                                         |
| Totale                                                                  |                                                                         | Presenze                                                                | 2                                                                       |                                                                         | Reti                                                                    | 0                                                                       |                                                                         |

## Palmarès

### Club

#### Competizioni nazionali
- Campionato tedesco: 1

Wolfsburg: 2008-2009
- Coppa di Germania: 1

Borussia Dortmund: 2020-2021
- Supercoppa di Germania: 1

Borussia Dortmund: 2019
- Campionato svizzero: 1

Basilea: 2024-2025
- Coppa Svizzera: 1

Basilea: 2024-2025